# Брадвата 2
„Брадвата 2“ (на английски: Hatchet II) е американски слашър филм на ужасите от 2010 г. Премиерата му е на 26 август 2010 г. на Лондон Фрайтфест.
Продължение е на Брадвата, като откриващата сцена е точно след неговия край, когато Мерибет се измъква от Виктор Краули.

## Актьорски състав
- Кейн Ходър – Виктор Краули / Томас Краули
- Даниел Харис – Мерибет Дънстън
- Тони Тод – Ревърънд Зомби
- Пари Шен – Джъстин
- Том Холънд – Чичо Боб